# Miroslav Holenda
Miroslav Holenda (22. listopadu 1963 – 10. listopadu 2014) byl český hokejový útočník.

## Hokejová kariéra
V československé lize hrál za CHZ Litvínov. Odehrál 2 ligové sezóny, nastoupil v 19 ligových utkáních a měl 1 asistenci. V nižších soutěžích hrál za VTJ Litoměřice, Slovan Ústí nad Labem a VTJ Příbram.

## Klubové statistiky
| Sezona    | Klub                  | Soutěž  | Základní část | Základní část | Základní část | Základní část | Základní část |
| Sezona    | Klub                  | Soutěž  | Z             | G             | A             | B             | TM            |
| --------- | --------------------- | ------- | ------------- | ------------- | ------------- | ------------- | ------------- |
| 1979/1980 | VTJ Litoměřice        | 2. liga | -             | 14            | -             | -             | -             |
| 1983/1984 | VTJ Příbram           | 3. liga | -             | -             | -             | -             | -             |
| 1984/1985 | VTJ Příbram           | 3. liga | -             | -             | -             | -             | -             |
| 1985/1986 | Slovan Ústí nad Labem | 2. liga | -             | 1             | -             | -             | -             |
| 1985/1986 | CHZ Litvínov          | 1. liga | 12            | 0             | 0             | 0             | -             |
| 1986/1987 | CHZ Litvínov          | 1. liga | 7             | 0             | 1             | 1             | 0             |
| 1986/1987 | Slovan Ústí nad Labem | 2. liga | -             | 1             | -             | -             | -             |
| 1987/1988 | Slovan Ústí nad Labem | 2. liga | -             | 12            | -             | -             | -             |
| 1988/1989 | Slovan Ústí nad Labem | 3. liga | -             | 1             | -             | -             | -             |